# 卡洛斯·萨斯特雷

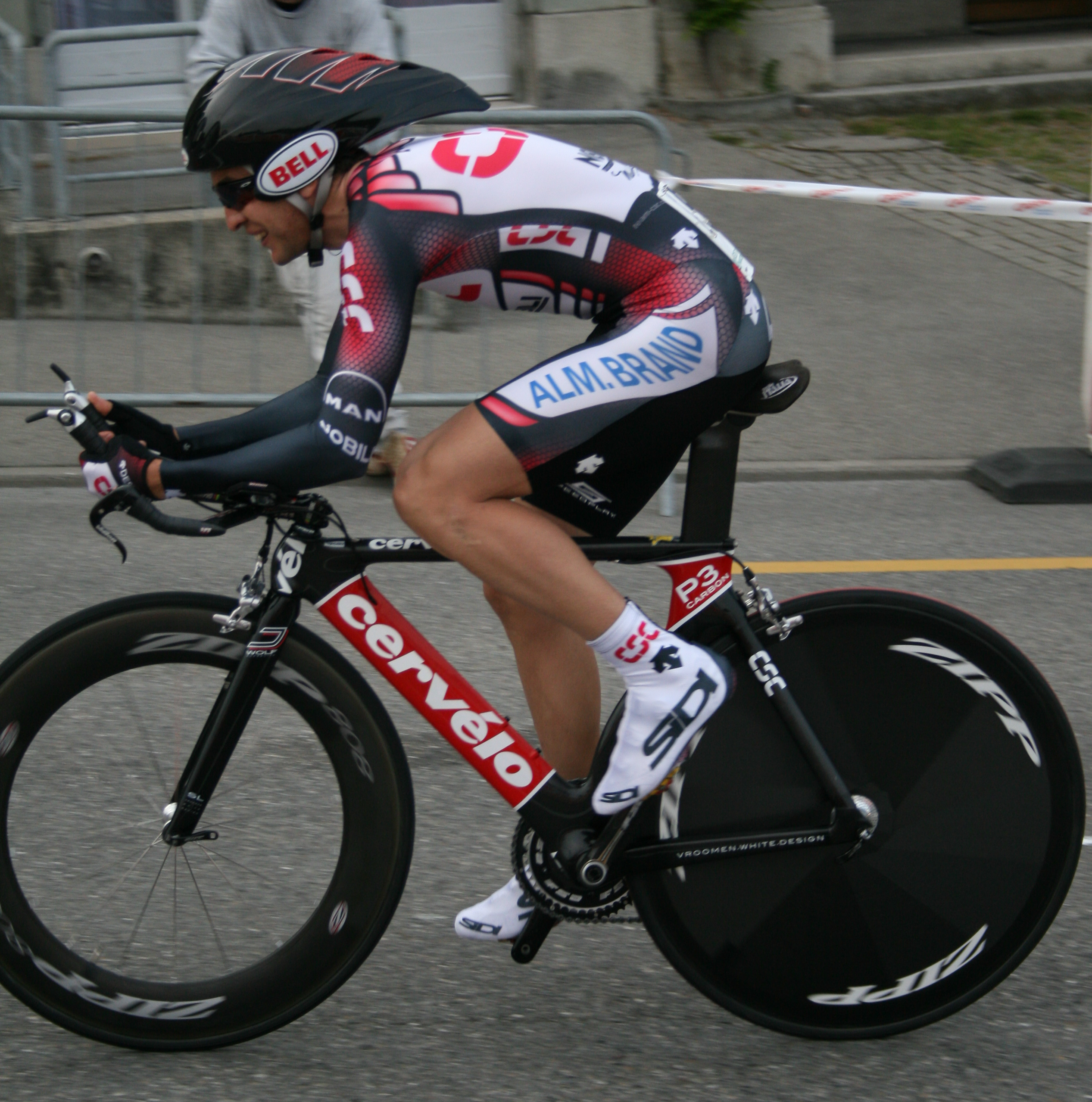
萨斯特雷在2007年环法大赛中

卡洛斯·萨斯特雷·坎迪尔（Carlos Sastre Candil，1975年4月22日—），西班牙职业自行车运动员，现效力于丹麦CSC车队，2008年曾获得环法自行车赛冠军。
萨斯特雷出生于马德里，1997年加入ONCE车队。在效力于该车队的五年间，萨斯特雷展现出了超强的爬坡能力，曾获得2000年环西班牙自行车赛的山地王称号，但由于车队战术原因，获胜次数并不多。
2002年，萨斯特雷转入CSC车队，在环西班牙自行车赛中担任队长一职，在环法赛中也成为主力车手。2004年，车队将萨斯特雷和伊万·巴索送往波士顿，在MIT的风洞中接受测试和训练，迅速提高了其在个人计时赛中的能力，使其成为全能车手。2006年，巴索因涉嫌服用兴奋剂而被车队禁赛，使得萨斯特雷成为车队领袖。
2008年，萨斯特雷在环法赛的第17赛段异军突起，夺得领骑黄衫，最终以58秒的微弱优势获得总冠军。